# Marquês de Monfalim
Marquês de Monfalim é um título nobiliárquico criado por D. Luís I de Portugal, por Decreto de 9 de Agosto de 1861, em favor de D. Filipe de Sousa e Holstein.
Titulares
1. D. Filipe de Sousa e Holstein, 1.º Marquês de Monfalim.

Após a Implantação da República Portuguesa, e com o fim do sistema nobiliárquico, usaram o título: 
1. D. Bernardo de Sousa e Holstein Beck, 2.º Marquês de Monfalim;
2. D. Domingos de Sousa e Holstein, 3.º Marquês de Monfalim;
3. D. Filipe Pinto Coelho de Sousa e Holstein, 4.º Marquês de Monfalim.[2]